# 畢文靜
畢文靜（1981年7月28日—），山东新泰人，前中國體操運動員，曾獲1998年體操世界盃高低槓金牌。

## 生平
1996年亞特蘭大奧運會高低槓決賽当天是畢文靜的十五歲生日。霍爾金娜第七個出場，她靠良好的印象分獲得了9.850的高分。初出茅廬的畢文靜帶著以自己命名的畢文靜轉體最後一個出場，倒立很到位，扭臂大回環接莫空翻（反吊團身前空翻一周半越槓）也做得很好，最終，她以9.837分獲得第二，霍爾金娜得到了第一名。畢文靜在十五歲生日這天，許下了戰勝對手的願望。
1997年體操世錦賽，畢文靜第二次與霍爾金娜在高低槓決賽中相遇，這次，畢文靜第一個出場，被裁判壓了分。最終，霍爾金娜獲得第一名，孟菲、畢文靜分獲第二、第三。
1998體操世界盃總決賽，畢文靜第三次與霍爾金娜在高低槓決賽中相遇。霍爾金娜第五個出場，畢文靜第六個也是最後一個出場。這次，她終於戰勝了對手，成為從1995年到2002年唯一一個在高低槓上戰勝霍爾金娜的選手。

## 首創動作
- 畢氏轉體：扭臂大回環转体360度成單臂 ( E組難度 )

## 榮譽
- 1996年奧運會高低槓亞軍
- 1997年體操世錦賽高低槓季軍
- 1998體操世界盃總決賽高低槓冠軍

## 退役後生活
畢文靜於1999年退役，同年入讀上海財經大學法學院，2004年畢業後進入李寧有限公司工作，2009年6月與同事王鵬結婚。

## 外部連結
- 畢文靜的BLOG （页面存档备份，存于）